# Информационо-комуникационе технологије
Информационо-комуникационе технологије (ИКТ) су екстензивни термин за информационе технологије (ИТ) који повезује рачунаре, софтвер, информације, умрежавање и комуникационе технологије. ИКТ чини све што садржи или користи софтверски контролисана електронска кола, или је технологија која помаже људима или уређајима да комуницирају једни са другима.
Информационо-комуникациони систем задовољава потребе на два нивоа. Први је ниво глобалног друштва, и тада је реч о кардиналним или основним функцијама информационо-комуникационог система, јер он задовољава потребе друштва као целине. У другом случају реч је о изведеним функцијама које систем има у односу на поједине друштвене групе и појединце који, узети заједно чине његову примајућу структуру.

## Основне друштвене функције
Функције које информационо-комуникациони систем има у гобалном друштву међу првима је систематизовао Харолд Ласвел (енг.Harold Lasswell). Он је у основи дефинисао три такве функције:
1. Надзор над околином;
2. Повезивање делова друштва и усмјеравање њихове реакције на окружење;
3. Преношење културне баштине са генерације на генерацију.

### Надзор над околином
Ова функција је на неки начин најочигледнија јер се у основи поклапа са основном улогом људског чиниоца и канала информационо-комуникационог система, а то је прикупљање и ширење информација. Ласвел је употребио израз надзор због тога што новинари истражују околину, презентују и тумаче чињенице до којих дођу и то подсредством медија, саопштавају друштву. Без посредованих информација, припадник савременог друштва био би изгубљен у ,, друштву непрегледности" (Ј. Хабермас). Медији, у ствари, обављају функцију страже која упозорава друштво на надолазеће опасности које га могу угрозити. Ласвел ову функцију сликовто пореди са кулама-стражарама постављеним на граници да упозоре долазак непријатеља. Медији мотре на знакове опасности (природне несреће, пораст криминала, економске невоље, претње миру) и својим извјештавањем упозоравају друштво на њих. Функција надзора се не своди само на упозоравање опасности које прете друштву, јер она подразумева и обављање улоге домаћина. Ова додатна улога се састоји у свакодневној бризи за ваљано обављање свих послова од интереса за друштво. Ту спадају и информације које се тичу унутрашње и спољне политике, јер тек на основу њих грађани могу да се рационално политички оријентишу и опредељују. У надзор спада и задовољавање потреба као што су објављивање прогнозе времена, здравствених и кулинарских савета, најава радио и телевизијских програма, извештаја на берзи, најава распродаја и слично.

### Повезивање делова друштва и усмеравање њихове реакције на окружење
Медији, по Ласвелу, имају и задатак да објашњавају и тумаче информације, како би припадници друштва схватили значење онога што је у њима садржано. Док извјештавање предочава само податке и чињенице, тумачење информације представља знање, односно њено повезивање са контекстом који је историјски затечен, као и са целином друштва. Мишљење о нечему се, наравно, може створити само на основу информације, али оно може да се приближи истини тек ако се повеже са знањем као релативно кохерентном структуром међусобно повезаних и од компететних субјеката прихваћених информација. Тиме се истовремено усмеравају реакције делова друштва на окружење. Оне служе као повратна спрега (енг. feedback) процесу надзора уопште и посебно политичке контроле. Ласвел је ову улогу појаснио набрајањем специјалиста који објављају усмеравање. Надзор над околином треба да потпомогу дипломатски представници и дописници у иностранству, а усмеравању реакција унутар друштва уредници, новинари и уопште специјалци за масовно комуницирање. Обашњавање и тумачење, а тиме и повезивање делова друштва у медијима остварује се на више начина и , као што је речено, представља постојање специјализованих медијских професионалаца. Писци новинских уводника и колумни, као и радио и ТВ коментатори, раде управо посао објашњавања и тумачења дневних информација. То понекад чине и сами извештачи када се труде да објасне позадину догађаја о којима информишу. И функција текстова који прате уводнике, као и садржај мишљења која су другачија од оних исказаних у новинама, или у радију и ТБ емисијама типа: "отворени студио" јесте да омогуће разумевање на основу супроставњених аргумената. Ту спадају и карикатуре, као што су Луријеве или Кораксове, које су луцидан и често жесток коментар актуелних друштвених проблема и јавних личности (најчешће политичара) који их персонификују. Може се рећи да је функција повезивања делова друштва и усмеравање њихових реакција садржана у свакодневном уређивању штампаних и електронских медија. Већ и само публиковање поједине информације, а затим и начин њеног пласмана у медију (простор, односно време које ће јој бити додељено) говори о њеном значају. Селекција ове врсте позната је као агенда сетинг (енг. agenda setting),јер медији (односно њихови уредници) већ самим увршћивањем, односно елиминацијом поједине информације утврђују дневни "подсетник" догађања и личности од значаја за друштвени живот.

### Преношење културног наслеђа
Ова функција се односи на трансимсију друштвене и културне баштине са генерације на генерацију. Наиме, медији преносе информације и не објављују њихово значење већ их такође чувају кроз време као информације о матичном друштву - његовој прошлости, достигнућима и посртањима, вредностима и идеалима. Тиме обављају још један важан посао, као што је чување и развој културе, за који Режис Дебре користи појам трансмисија: "Под појмом трансмисије подразумеваћемо све што се односи на динамику колективног памћења, док ће појам комуникација означавати проток порука у одређеном тренутку. Или, још боље, да нагласимо супротност, рећићемо да се комуникација састоји од преноса информација у простору, у оквиру једне исте временско просторне сфере, а трансмисија од преноса информација у времену, између различитих временско-просторних сфера... У првом случају повезује се "овдје и другде" и из тога настаје друштво; у другом случају повезује се "некад и сад" и настаје континуититет, дакле култура." (R. Debre, 13:2000). Пружањем таквих културних путоказа и белега медији грађанима показју како да ваљано живе, како да делују и шта се од њих очекује. Том својом улогом медији се придружују класичним васпитачима - родитељима и школи, али свој утицај шире на начин који је модернији и свакако ефикаснији. За разлику од родитељских придика и школсих часова и уџбеника, рад медија је атрактиван, чак и забаван. Довољно је сетити се новинских фељтона, филмова и ТВ серија које - бавећи се прошлошћу - упознају своју публику са социјалним и културним наслеђем и истовремено афирмишу темељне вредности као што су храброст, предузимљивост и жртовање у име идеала на којима се темењи заједница. Чарлс Рајт је Ласвеловим функцијама - надзор, провезивање и трансмисија баштине - додао још једну, забава.(C. Wright, 1975) Занимњиво је да он забаву сврстава у кардиналне функције информационо-комуникационог система иако генерално узевши, она пре спада у изведене. У друштвеном контексту масовног, постиндустријског друштва та функција је, међутим, стварно радикална. 
Шарм и Робертс сматрају да је уз четири наведене кардиналне функције информационо-комуникационог система неопходно додати и пету: потпомаганје промета роба и услуга(W. Schram, D. F. Roberts, 1971) Та функција је кардиналана само у вискоразвијеним потрошачким друштвима, док у друштвима оскудице и оних са диригованом економијом једва да спада и у изведене функције.
Разумевању функција информационо-комуникационог система значајан допринос дали су Лазарсфелд и Мертон, и то пре свега тиме што су открили да његово функционисање може да делује и негативно на друштво као целину. Они су настојали да укажу на могућност појаве дисфункција информационо-комуникационог система. Лазарсфелд и Мертон указују на две функције и једну дисфункцију информационо-комуникационог система.(P. F. Lazarsfeld and R. K. Merton, 1948):
1. Функција доделе и потврђивања статуса: Масовни медији као средишња компонената информационо-комуникационог система додељују статус, односно јавни значај личностима, институцијама, организацијама и друштвеним покретима. Они који поседују већу друштвену моћ чешће су предмет извештавања у медијима.
2. Функција потврђивања и наметања друштвених норми: Медији указју на непоштовање норми и кршење јавног морала, као и на случајеве моралног лицимерја.
3. Наркотизирајућа дисфункција: Ова дисфункција информационо-комуникационог система долази до изражаја због растућег обиља информација. Захваљујући мноштву масовних медија, људи у савременим друштвима изложени су поплави информативне понуде. Људи су обавештени, али пасивни, јер мноштво информација које свакодневно примају делују парадокасално- инхибира њихов друштвени активизам уместо да га подстиче.

## Изведене функције
Поред тога што обавља више функција за друштво као целину и за један или више од његових подсистема, информационо-комуникациони систем задовољава и потребе ужих група и појединаца. Поставља се питање: Које потребе појединаца он задовољава, односно које коисти мање друштвене групе и појединци имају од информационо-комуникационог система? Навешћемо пет најважнијих међу изведеним функцијама:

### Сазнање и учење
Људи често користе медије да би стекли ново искуство или проверили оно што већ знају. Они гледају информативне емисије да би сазнали шта се тог дана дешава у свету, или читају учене књиге које им омогућују увид у свет идеја и теоријског мишљења. Образовна функција медија се лако остварује јер "учење" на овај начин не прати никаква принуда. Медији нуде обиљ најразличитијих информација. Посебно је важна сазнајна улога медија за децу. Посредством телевизије она највећим делом сазнају какав је свет у коме живе. Медији пружају младом нараштају готове моделе понашања тако што једне афирмишу, а друге дезивуишу.

### Разонода и опуштање
Људи имају потребу за опуштањем после али и у току напорног рада на послу, у школи или у кући. Масовни медији то омогућавају. Чак и када су им у првом плану информације и сазнања, неопходно је да ти садржаји буду обликовани и представљени тако да заинтересује и забаве. У супротном, пажња читаоца или гледаоца опада и она се доколици усмерава ка другим активностима које су атрактивније и изазовније. Људима треба разонода и медији су ту да им пруже. У поређењу са другим активностима, рецимо са одласком у позориште, на спортску утакмицу, употреба медија захтева мањи напор и скопчана је са мањим трошковима. Отуда, ако је претпоставњено задовољство исто, предност ће бити дата медијима.

### Укључивање у друштво
Медији у функцији агенса социјализације олакшавају повезивање и комуникацију појединаца са њиховим ближњим: породицом, пријатељима, вршњацима. Уласком у сваки вид друштвене комуникације остварује се неки вид друштвене интеракције. Понекад је она непосредна и остварена путем интерперсоналне комуникације. Медији такође нуде препоруке - директне и још чешће индиректне о томе како се обући а да то не изгледа ни превише екстравагантно ни превише демоде... Реч је о базичној потреби за припадносшћу (грегарност) коју медији конкретизују тако што је испуњавју садржајима који су материјал од кога се гради конкретна друштвеност. Медији омогућавају људима који су из неких разлога изоловани (затвори, болнице, ноћна дежуства...) да се не осете препуштени самима себи и да уз помоћ новина, радија, телевизије успоставе макар виртуелни додир са другим људима и потврде своју припадност друштву.

### Осамљивање и подизање препрека
Медији не само да олакшавају укључивање у друштво већ, насупрот томе, могу у знатној мери да помогну усамљивање и избегавање друштвених контаката. Већина људи понекад зажели да буде остављена на миру, прекине друштвене интеракције и препусти се самоћи. Медији нуде добар изговор за оваково понашање. Уместо дружења које тренутно не прија, може се наћи погодан изговор у гледању телевизије, читању неке неодложене публикације или препуштању музици уз помоћ вокмена и његових слушалица.

### Стицање и развој пресоналног идентитета
Медији, односно медијски садржаји доприносе да појединац одреди себе и своје понашање у односу на друге - онако како су медијски представљени. Док читају роман или гледају филм, људи пореде себе са тамо представљеним ликовима и њиховим односом према другима и ту траже, а самим тиме и налазе одговор на питање: "Како би се ја понашао у таквој ситуацији?"
Може се закључити да су функције медија различите - неке су планиране, а неке настају као немарна последица. Такође неке од описаних функција имају непосредне ефекте, док су ефекти других одложени и имају дуги рок. Показано је, такође, да можемо разликовати друштвене функције информационо-комуникационог система, које су од значаја за целину друштва, од оних изведених које се постављају као резонанца између медија и појединца, односно његових потреба.